# Carlos Elósegui Sarasola
Carlos Elósegui Sarasola (Tolosa 1902- Madrid 1981) fue un médico hematólogo español fundador y director del Instituto Nacional de Hematología y Hemoterapia en Madrid. Fue médico de cámara de los hijos de Alfonso XIII a efectos de hemofilia.
Es considerado como  uno de los introductores de la hemoterapia en España.

## Biografía y trayectoria profesional
Nació en Tolosa, provincia de Guipúzcoa en 1902. Se licenció en Medicina por la Universidad de Madrid. Fue discípulo del Dr Juan Madinaveitia en el Hospital Provincial de Madrid. 
En 1931 obtiene la jefatura del laboratorio central de la Cruz Roja. Es nombrado Médico de Cámara, puesto que desempeña incluso con la familia real en el exilio, lo que le permite viajar a distintos países y entablar relaciones con distintas figuras de la hematología mundial del momento.
El estallido de la  la guerra civil hizo que se desarrollara intensamente el proceso de las transfusiones de sangre. Antes de la guerra ya utilizaba la transfusión brazo a brazo. Durante la contienda fue el  encargado de poner en marcha bancos de sangre en varios hospitales (Burgos, San Sebastián, Córdoba), donde creó un sistema sencillo de donación (de 30.000 voluntarios) y conservación de la misma hasta dos semanas, organizó una amplia red de distribución de la sangre por todos los frentes de batalla (con camiones y neveras) y diseñó una sencilla bomba de manejo manual para hacer más corto el tiempo de la transfusión. Su homólogo en el bando republicano fue el Dr Frederic Durán Jorda.(1905-1957).
En 1939 creó el Instituto Español de Hematología y Hemoterapia siendo Introductor en gran escala de la sangre estabilizada

## Publicaciones y distinciones
Autor de varios libros de su especialidad y de más de 200 trabajos y conferencias, entre los que destacan:
* Cómo, cuándo y en qué cuantia deben utilizarse los remedios hemoterapicos (1945), 
*Manual de Hemoterapia. (1954).
*En cuanto al tema vasco, sus investigaciones sobre los "agotes" y sobre el grupo sanguíneo de los vascos.
Fue fundador y director de la pionera revista Sangre, que era el órgano de la hematología hispanohablante.
Obtuvo numerosas medallas y condecoraciones nacionales y extranjeras, destacando las grandes Cruces de Alfonso X el Sabio, del Mérito Civil y de la Orden Civil de Sanidad, La  Legión de Honor francesa y  Doctor Honoris Causa de la Universidad de Oporto.